# Телятевский, Фёдор Андреевич
Князь Фёдор Андреевич Телятевский (ум. 1645) — русский военный и государственный деятель, рында, стольник, чашник и полковой воевода во времена правления Михаила Фёдоровича.
Из княжеского рода Телятевские. Единственный сын боярина князя Андрея Андреевича Телятевского. Последний представитель тверского княжеского дома. С его смертью угас княжеский род Телятевских.
Имел сестёр, княжон: Ирину — жена стольника Якова Никитича Головина и Феодосию — жена боярина и князя Ивана Андреевича Голицына.

## Биография
15 августа 1623 года князь Фёдор Андреевич Телятевский впервые упоминается в чине стольника, когда он смотрел в большой государев стол.
2 февраля 1624 года наряжал вина при царском столе, 19 сентября того же года был тридцатым в свадебном поезде во время первой свадьбы царя Михаила Фёдоровича с княжной Марией Владимировной Долгоруковой. 22 сентября смотрел в большой стол в Грановитой палате, 17 октября смотрел в большой стол в Передней палате.
17 мая 1625 года Ф. А. Телятевский при столе, за который были приглашены кызылбашские послы, перед царём пить носил.
20 мая 1626 года вместе с Юрием Игнатьевичем Татищевым был отправлен на четыре месяца первым воеводой в Вязьму. Его сопровождал отряд из 408 ратных людей. 19 сентября того же года вернулся в Москву.
11 декабря 1627 года ездил со столом от царя Михаила Фёдоровича и патриарха Филарета к турецкому послу.
13 апреля 1628 года «по крымским вестям» был назначен в окраинный разряд первым воеводой Передового полка в Туле. 31 мая царь Михаил Фёдорович в своей грамоте приказал князю Фёдору Телятевскому смотреть за укреплениями, следить за приходом крымских татар, созывать окрестных жителей в осаду при приближении противника, доносить обо этом царю и воеводам ближайших городов, посылать дозорных, ловить «языков». В случае нападения крымских татар должен был выступить против татар сам «и товарищей своих других воевод посылать». При нападении крымцев на Тулу к князю Ф. А. Телятевскому должны были прибыть воеводы из Дедилова, Крапивны, Переяславля-Рязанского и Мценска. 20 сентября получил новый царский указ, по условиям которого он мог с 1 октября вернуться с Тулы в Москву.
В мае 1631 — мае 1633 года князь Фёдор Андреевич был первым воеводой в Тобольске. По царскому указу тобольский воевода содействовал расширению русских владений на территории Сибири и Дальнего Востока.  В этом же году из Москвы в Тобольск был отправлен Фёдор Иванович Большой Голенищев-Кутузов, который должен был расследовать пребывание Ф. А. Телятевского на воеводстве.
2 февраля 1634 года князь Фёдор Андреевич смотрел в большой государев стол в столовой палате, 4 и 15 февраля был первым рындой при вторичном приезде к царю турецкого посла в Золотой подписной палате. 1 марта на именины царицы Евдокии Лукьяновны (Стрешневой) смотрел в большой государев стол в столовой палате. 6 апреля наряжал вина на царском столе в столовой палате в Светлое Воскресенье. Другой стольник князь Алексей Иванович Воротынский смотрел в большой стол. Андрей Телятевский бил челом царю на князя Алексея Воротынского «о местах», а последний бил челом на первого за своё бесчестье. 18 июня и 27 июля был первым рындой при представлении царю кызылбашского купца, юргенского и шведского послов. 28 июля смотрел в большой государев стол в столовой палате Новодевичьего монастыря. 3 и 22 августа, 3 и 23 сентября стоял первым рындой на приёме у царя шведского, голштинского и турецкого послов в большой подписной палате. 29 сентября — первый рында при приезде другого голштинского посла. 5 октября на крестины царевны Софьи Михайловны князь Фёдор Андреевич был в столовой палате, смотрел в большой государев стол. 28 октября — первый рында при отпуске шведского посольства в меньшей золотой палате, затем смотрел в большой государев стол в передней палате.
10 апреля 1636 года князь Фёдор Телятевский был у патриарха в столовой келье в Вербное Воскресенье. 17 апреля (в Светлое Воскресенье), 5 мая (именины царевны Ирины Михайловны), 5 июня (Троица), 15 августа и 25 декабря в столовой палате смотрел в большой государев стол. 
В 1637 году: 12 января (именины царевны Татьяны Михайловны), 2 апреля (Вербное Воскресенье), 9 апреля (Светлое Воскресенье), 2 июня (именины царевича Ивана Михайловича), 15 августа и 8 сентября вновь в столовой палате смотрел в большой государев стол.
23 сентября 1637 года князь Фёдор Андреевич Телятевский был назначен первым воеводой Большого полка в Туле, взамен заместничавших воевод, откуда ходил против татар.
В 1638 года находился в Москве, где в чине стольника участвовал в различных придворных церемониях. 5 мая того же года был отправлен первым воеводой в Одоев для защиты южнорусских рубежей от набегов крымских татар и ногайцев.
В 1640—1641 годах в чине стольника служил при царском дворе.
В 1642 году был назначен первым воеводой в Астрахань, где оставался до своей смерти. При вступлении на воеводство ему был прислан царский наказ, в которому предписывалось ласково держать себя по отношению к ногайским, юртовским и едисанским мурзам, «в аманаты (заложники) имати лучших людей и держать на закладном дворе и бережение против прежнего государства указу», женам и детям заложников выдавать содержание на прокормление. Ногайские мурзы, которые со своими подданными приходили кочевать под Астрахань и на ногайскую сторону, должны были быть переписаны по улусам, они должны были дать астраханским воеводам заложников. В этом же году калмыцкие тайши совершили нападение на Астрахань. Во время набега едисанские мурзы перешли на сторону калмыков. Позднее князь Фёдор Андреевич Телятевский пытался убедить едисанцев вернуться в царское подданство.
Умер в 1645 году на воеводстве в Астрахани, о чём имеется запись в Боярской книге. Над его могилой в Кирилло-Белозерском монастыре возведена церковь Епифания: «Церковь сия сооружена в 1645 году над гробом князя Федора Андреевича Телятевского, коему молитвенное имя было Епифаний, на вклад в монастырь:
1. По завещанию его, Телятевского, деньгами 1500 руб. и хлебом 1500 четвертей ржи и овса.
2. шурина его князя Ивана Андреевича Голицына, кроме дорогих разных церковных вещей, деньгами 1372 руб. 16-ть алтын и 4 деньги».

Отметим, что это огромный вклад, если учесть, что в XVII веке стоимость постройки небольшой каменной церкви составляла 30-60 рублей.

## Семья
Был женат на княгине Татьяне Львовне (вероятно в иночестве Феодосия) дочери Л. А. Плещеева. Имели дочь Марию скончавшейся в младенчестве и погребённых в Троице-Сергиевом монастыре о чём свидетельствует во вкладной книге монастыря: «1630 году октября в 6 день князь Фёдор Андреевич дал вкладу по княгине своей Феодосье денег 100 рублев. И за тот вклад княгиню Феодосью погребли в дому Живоначальныя Троицы. И князь Фёдор Андреевич погребен в Кириллове монастыре, прямое имя - князь Епифаний.

## Память
Имя князя Фёдора Андреевича Телятевского упоминается в обзорных экскурсиях  по Кирилло-Белозёрскому монастырю, когда экскурсовод рассказывает о храме Епифания Кипрского, в связи с установкой в монастыре скульптурный портрет князя, созданный Т.С. Балуевой, по реконструкции черепа князя Телятевского.
В 1645 году вклад в монастырь сделал муж сестры Феодосии Андревны — князь И.А. Голицын с вышитой надписью: «Лета 7153 месяца сентября в 28 день на память Преподобного отца нашего и исповедника преставился раб стольник благоверный князь Епифаний Андреевич Телятевский Тверской во 2 час ночи, а погребен бысть того же 153-го месяца апреля в 26 день на память Святого Священно мученика Василия Епископа Амасийского и память иже во святых отца нашего Стефана Епископа Пермского в пречестнейшей обители Пресвятыя Владычица нашей Богородице и Приснодевы Мария чест и славнаго ея Успения в Кириллове монастыре, а сий покров на гроб стольника благоверного князя Епифания Андреевича Телятевского Тверского боярин князь Иван Андреевич Голицын». С 1923 года эта плащаница находится в Государственном Русском музее. По мнению Л.Д. Лихачёвой, И.А. Голицын прислал на гробницу князя Ф.А. Телятевского покров с Голгофским крестом в среднике и вкладной надписью, которая в первой половине XIX века была перенесена на плащаницу XV века, описанную архимандритом Варлаамом.
В 1646 году князь И.А. Голицын вновь прислал в монастырь комплект покровцов, о чём свидетельствует вышитая вкладная надпись на одном из них: «При державе Благоверного Государя Царя и Великого Князя Алексея Михайловича всея Русии сделан сии сударь повелением боярина князя Ивана Андреевича Голицына в Кирилов монастырь и церковь святого отца Епифания Кипрского по князе Епифании Андреевиче Телятевском лета 7154 го месяца Сентября 22 день».

## Комментарии
1. ↑  «Смотреть в стол» — почётная придворная обязанность, состоящая в руководстве подачей блюд и вин, а также в наблюдении за порядком во время застолья[2].